# Pierre Berger (homme d'affaires)
Pour les articles homonymes, voir Berger (homonymie) et Pierre Berger.
Pour l’article ayant un titre homophone, voir Pierre Bergé (homonymie).
Pierre Berger, né le 9 juillet 1968 à Issy-les-Moulineaux (Hauts-de-Seine) et mort le 23 octobre 2015 à Rueil-Malmaison, est un homme d'affaires français. Il est notamment président-directeur général du groupe Eiffage de 2012 à 2015.

## Biographie
Pierre Berger entre en 1986 à l'École polytechnique, puis suit les cours de l'École nationale des ponts et chaussées, étant membre du corps des ingénieurs des ponts et chaussées.
Il dirige un bureau d'études qui est racheté par Ménard Soltraitement en 1995, entreprise elle-même rachetée par Vinci. Il y poursuit sa carrière en devenant en 2004 directeur général de la division Grands Projets.
En 2010, il est choisi pour succéder à Jean-François Roverato à la tête du groupe Eiffage. Il occupe d'abord la fonction de directeur général délégué à partir de 2011, puis celle de directeur général en juillet 2011, et devient président du conseil d’administration en août 2012.
Il meurt subitement d'une crise cardiaque, à l'âge de 47 ans,.